# Via degli Abati
La Via degli Abati (o Via Francigena di montagna) è un cammino che da Pavia (antica capitale del Regno longobardo) conduce a Bobbio (sede del monastero regio di San Colombano) e da Bobbio, attraverso Bardi e Borgo Val di Taro, porta a Pontremoli. Il percorso è inserito nella Rete dei Cammini francigeni.

## Storia
L'antico itinerario da Pavia a Lucca è stato riscoperto verso la fine degli anni novanta del Novecento da Giovanni Magistretti, dirigente d'azienda piacentino, autore di diverse relazioni sulla Via e membro dell'associazione Amici di San Colombano di Bobbio, membro e propugnatore assieme all'Associazione Jubilantes di Como della Rete dei Cammini francigeni. Nel maggio del 2011 si ha la prima pubblicazione del percorso da Bobbio a Pontremoli in una cartoguida generale. Successivamente anche il percorso da Pontremoli a Lucca (denominato Via del Volto Santo) è stato segnalato.
Nel 2012 sempre il Magistretti, con l'apporto di Mario Pampanin, presidente degli amici di San Colombano di Bobbio e dell'opera di ricerca di mons. Domenico Ponzini, ha ricostruito anche il percorso da Pavia a Bobbio. Prendendo spunto dall'accenno di Paolo Diacono, che, nella sua Historia Langobardorum, asserisce che Colombano "edificò nelle Alpi Cozie il monastero che è chiamato Bobbio, distante quaranta miglia dalla città di Pavia", e da un opuscolo agiografico di autore anonimo sui Miracula sancti Columbani, che parla di una traslazione delle reliquie del santo abate, i promotori del progetto hanno tracciato un percorso, tenendo anche conto dei resti longobardi o relativi al Monastero di Bobbio del territorio.

### Percorso da Bobbio a Pontremoli
La via percorre la media val Trebbia, l'alta val Nure, passa nella valle del Ceno e attraversa la val di Taro per scendere nella valle del Magra per un totale di 125 km.

#### Bobbio - Boccolo de' Tassi
Uscendo dalla val Trebbia, probabilmente passando da Coli, attraversa l'alta val Nure passando per località del comune di Farini quali Mareto e dopo il guado del torrente Nure risale verso Groppazzolo per arrivare al passo Linguadà e scendere nella valle del Ceno, passando per Boccolo de' Tassi (dove esisteva lo xenodochio di San Pietro).

#### Boccolo de' Tassi - Bardi - Borgo Val di Taro
La via si inoltra nella valle del Ceno passando per Bardi, dove si inserisce sulla via dei monasteri regi (dal monastero di Val di Tolla per il passo del Pellizzone e Bardi fino a quello di Gravago); risalendo la valle del Noveglia, affluente del Ceno, tocca il monastero di San Michele Arcangelo di Gravago, fondato nel 737 e protetto da un fortilizio, per scendere a Borgo Val di Taro dove il monastero di Bobbio possedeva la curtis Turrexana: il passaggio attraverso un ponte del fiume Taro, l'imbocco del passaggio per la val Ceno e la strada per Pontremoli.

#### Borgo Val di Taro - Pontremoli
Da Borgo Val di Taro due strade risalgono lo spartiacque: la via montis Burgalis altomedievale con l'ospizio di San Bartolomeo sul valico del Borgallo e la via del Brattello, medievale, entrambe scendno a Pontremoli.

### Percorso da Bobbio a Pavia

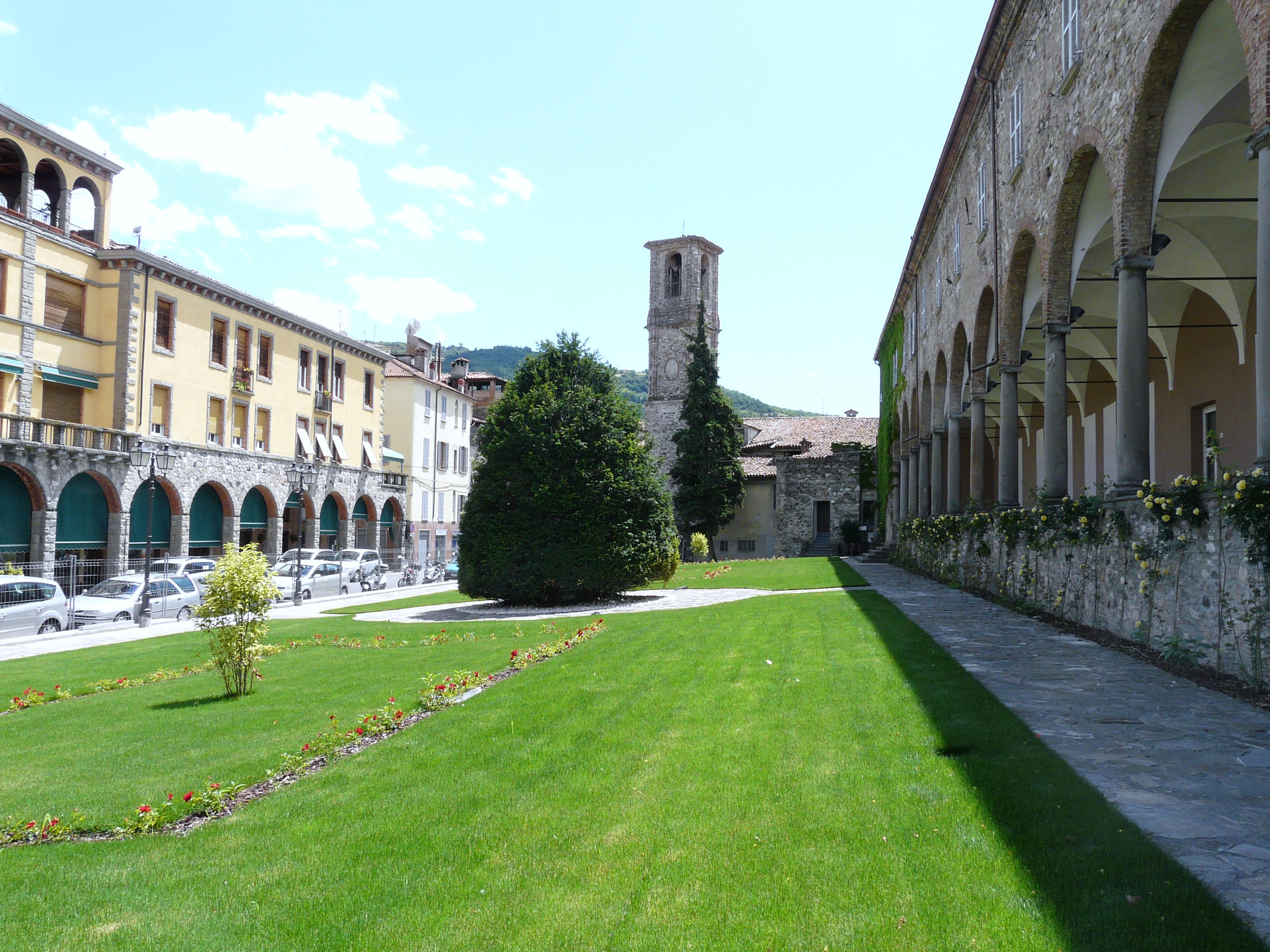
Bobbio, porticato del monastero di san Colombano

L'itinerario è lungo 68 km., dall'Abbazia di San Colombano si sale lungo la strada di Squera passando per i Sassi Neri, il Giardino alpino di Pietra Corva di Romagnese, Praticchia di Pecorara, Grazzi di Romagnese, Trebecco, Caminata, Pometo, Ruino, Canevino, Francia di Montecalvo Versiggia, Cella Gariasco e Sannazzaro di Santa Maria della Versa, Castana, Colombarone di Canneto Pavese, Broni, il Ponte della Becca ed il Parco del Ticino fino a Pavia.

#### Bobbio-Sassi Neri - km 6
Il percorso parte da Bobbio nella piazza di fronte l'Abbazia di San Colombano, percorrendo via dei Mulini e strada del Roso sale al Castello Malaspina-Dal Verme e dopo via Maiolo sale dall'antica strada di Squera (l'antica strada del Sale per Milano) fino alla località La Valle, percorrendo la strada di Santa Maria-Gorazze-Sassi Neri fino al Poggio si prosegue salendo verso Casteghino passando per la Fontana San Colombano, Casteghino, l'Oratorio della Beata Vergine di Caravaggio di Casteghino, La Croce, ritornando sulla strada di Santa Maria-Gorazze-Sassi Neri fino allo Chalet della Volpe ed alla strada del Penice ai Sassi Neri.

#### Sassi Neri-Grazzi - km 6
Dai Sassi Neri di Bobbio si prosegue salendo nei boschi percorrendo il sentiero per il Pan Perduto passando il monte Groppo (1.000 m s.l.m.) si arriva al monte Pan Perduto (1.008 m s.l.m.) e da li si prosegue sul sentiero per il Giardino botanico alpino di Pietra Corva di Romagnese fino a ristorante, da lì per la strada di Pietra Corva si scende a Praticchia di Pecorara per poi proseguire fino a Grazzi superiore di Romagnese.

#### Grazzi-Caminata - km 14
Da Praticchia-Grazzi di Romagnese si prosegue per l'antico sentiero di Lazzarello-Trebecco fra i boschi sul confine regionale emiliano-lombardo fin verso Casa Lazzarello di Pecorara dove si prosegue per Trebecco passando per la Cappelletta, Casa Giorgi di Roncaglie di Pecorara fino a Casa Bobbiese, Fontanazzo e Trebecco, proseguendo per Ronchi si scende verso l'antico borgo di Caminata.

#### Caminata-Pometo - km 4
Da Caminata si prosegue passando per la frazione Costiola, Ca' Vannone di Ruino arrivando a Pometo.

#### Pometo-Canevino - km 3
Da Pometo si prosegue salendo a Canevino, località sempre di pertinenza del monastero bobiense, testimoniata nel 929 nel miracolo del ragazzo sordomuto guarito dal passaggio delle reliquie di San Colombano.

#### Canevino-Francia - km 7
Da Canevino si prosegue verso la frazione Caseo e dopo si devia per la carrareccia verso Montecalvo passando per le frazioni di Ca’ Tessitori, Croce e Costa, Bellaria, Cerchiara, Cuccagna, Bagarello, Casone, Pianoni, Casella ed infine Francia di Montecalvo Versiggia.

#### Francia-Colombarone - km 10
Da Francia di Montecalvo Versiggia si prosegue passando per le frazioni di Spagna e Tromba e seguendo quindi il crinale per intero lungo la strada provinciale dell'Acqua Calda, asfaltata ma con scarso traffico, solo locale, incontrando in successione le località di Cella Gariasco, Montarco, Sannazzaro, C.se Gallotti di Santa Maria della Versa e le località di Ca' dei Cristina, Ca' dei Barbieri, Costa, Cassinassa ed il borgo comunale di Castana; si prosegue poi per le frazioni di Palazzina, Ca' dei Rovati, Casa Cavagna, e dopo 
la località di Casa Bazzini si perviene a Colombarone di Canneto Pavese.

#### Colombarone-Broni-Pavia - km 18
Da Colombarone di Canneto Pavese si prosegue per Broni e poi per Campospinoso, Albaredo Arnaboldi, Busca e Tornello di Mezzanino fino alla confluenza del Po e del Ticino, si attraversa il Ponte della Becca a La Becca di Linarolo e si costeggia il Ticino lungo la "Green Way" del Parco del Ticino per Valle Salimbene fino alle porte di Pavia con le frazioni di Albertario, Scarpone, Scagliona e la Chiesa di San Carlo Borromeo e proseguendo in Pavia lungo la via Francana fino alla Chiesa di San Lazzaro.

## Percorribilità
Il tracciato oggi è percorribile a piedi o a cavallo o in mountain bike con piccole varianti rispetto al percorso storico, a causa di frane e tratti di strada non più esistenti.
Il tragitto da Bobbio a Pontremoli è disponibile presso i punti di informazione turistica dei comuni interessati e presso l'ass. Via degli Abati, nella cartoguida generale di 120 km suddiviso in due fogli con quattro facciate a colori in scala 1:25000.
Il tragitto da Bobbio a Pontremoli è stato in precedenza pubblicato nella guida turistica Ippovie dell'Emilia-Romagna del 2003 e lo si trova sulle mappe:
- tratto Bobbio-Bruzzi cartografica TCI\O.T.P. GEA 1:50.000
- tratto Bruzzi-Bardi-Osacca cartografia CAI Comune di Bardi 1:25.000
- tratto Osacca-Borgo Val di Taro-Pontremoli cartografia C.A.I. Emilia-Romagna (foglio 2 e 3) 1:50.000

Il tragitto da Bobbio a Pavia, come "Via degli Abati - Via di San Colombano", è segnalato sia come sentiero del CAI e come ippovia (guidovie giallo-blu), individuato per intero su carte IGM 1:25.000
Il 3 e 4 maggio 2008 si è svolta la prima edizione della gara podistica ultra-trail The Abbots Way, da Pontremoli a Bobbio in due giorni, con tappa a Bardi, per complessivi 105 km. Dal 2009 il percorso è stato portato a 125 km, con due gare separate: una con tappa intermedia a Bardi e l'altra con percorso unico.
Nel 2013 uscì, edita da Terre di Mezzo, una nuova Guida alla Via degli Abati, con il percorso completo di 192 km da Pavia a Pontremoli. Suddivisa in 8 tappe, è completa di cartografia, immagini, storia, descrizione, percorsi, luoghi da visitare, accoglienze e ristori.
In pari tempo è stata pubblicata dalla editrice Ancora una seconda Guida dedicata alla Via degli Abati, di taglio pratico e insieme spirituale, nel ricordo di San Colombano.
Nel 2017 è uscita, edita sempre da Terre di Mezzo, la nuova Guida alla Via degli Abati e del Volto Santo, con il percorso completo di 350 chilometri da Pavia a Lucca. Sempre suddivisa in tappe, completa di cartografia, immagini, storia, descrizione, percorsi, luoghi da visitare, accoglienze e ristori.
Una ulteriore guida dedicata alla Via è stata edita nel 2020 dal CAI di Parma in collaborazione con il CAI di Piacenza.